# Сільвія Біленська
Сільвія Біленська (пол. Sylwia Bilenska; нар. 11 квітня 1983) — польська борчиня вільного стилю, дворазова бронзова призерка чемпіонатів Європи.

## Біографія
Боротьбою почала займатися з 1997 року. Була бронзовою призеркою чемпіонату світу 2003 року серед юніорів. Виступала за борцівський клуб «MKZ UNIA» з Ратибора. Тренер — Кжиштоф Олєщин.

## Виступи на Чемпіонатах світу
| Змагання                        | Збірна | Вагова категорія          | Місце |
| ------------------------------- | ------ | ------------------------- | ----- |
| Чемпіонат світу з боротьби 2005 | Польща | жіноча боротьба, до 55 кг | 9     |
| Чемпіонат світу з боротьби 2009 | Польща | жіноча боротьба, до 55 кг | 26    |
| Чемпіонат світу з боротьби 2010 | Польща | жіноча боротьба, до 55 кг | 10    |

### Виступи на Чемпіонатах Європи
| Змагання                         | Збірна | Вагова категорія          | Місце  |
| -------------------------------- | ------ | ------------------------- | ------ |
| Чемпіонат Європи з боротьби 2003 | Польща | жіноча боротьба, до 55 кг | Бронза |
| Чемпіонат Європи з боротьби 2004 | Польща | жіноча боротьба, до 55 кг | 6      |
| Чемпіонат Європи з боротьби 2005 | Польща | жіноча боротьба, до 55 кг | Бронза |
| Чемпіонат Європи з боротьби 2006 | Польща | жіноча боротьба, до 55 кг | 10     |
| Чемпіонат Європи з боротьби 2007 | Польща | жіноча боротьба, до 55 кг | 9      |
| Чемпіонат Європи з боротьби 2009 | Польща | жіноча боротьба, до 55 кг | 5      |

### Виступи на інших змаганнях
| Змагання                                                       | Збірна | Вагова категорія          | Місце  |
| -------------------------------------------------------------- | ------ | ------------------------- | ------ |
| Austrian Ladies Open 2002                                      | Польща | жіноча боротьба, до 55 кг | 6      |
| Тестовий турнір FILA 2004                                      | Польща | жіноча боротьба, до 51 кг | Золото |
| Олімпійський кваліфікаційний турнір з боротьби 2004 (Туніс)    | Польща | жіноча боротьба, до 55 кг | 18     |
| Чемпіонат світу з боротьби серед студентів 2004                | Польща | жіноча боротьба, до 51 кг | Золото |
| Klippan Lady Open 2006                                         | Польща | жіноча боротьба, до 55 кг | Бронза |
| Чемпіонат світу з боротьби серед студентів 2006                | Польща | жіноча боротьба, до 55 кг | Бронза |
| Klippan Lady Open 2007                                         | Польща | жіноча боротьба, до 55 кг | Бронза |
| Austrian Ladies Open 2007                                      | Польща | жіноча боротьба, до 55 кг | 5      |
| Міжнародний меморіал Дейва Шульца 2008                         | Польща | жіноча боротьба, до 55 кг | Срібло |
| Klippan Lady Open 2008                                         | Польща | жіноча боротьба, до 55 кг | Бронза |
| Austrian Ladies Open 2008                                      | Польща | жіноча боротьба, до 55 кг | Бронза |
| Олімпійський кваліфікаційний турнір з боротьби 2008 (Едмонтон) | Польща | жіноча боротьба, до 55 кг | 5      |
| Klippan Lady Open 2009                                         | Польща | жіноча боротьба, до 55 кг | Срібло |
| Гран-прі Німеччини з боротьби 2009                             | Польща | жіноча боротьба, до 55 кг | 8      |
| Austrian Ladies Open 2009                                      | Польща | жіноча боротьба, до 55 кг | 5      |
| Чемпіонат світу з боротьби серед студентів 2010                | Польща | жіноча боротьба, до 55 кг | 5      |
| Турнір Яшара Догу 2011                                         | Польща | жіноча боротьба, до 55 кг | Бронза |
| Klippan Lady Open 2011                                         | Польща | жіноча боротьба, до 55 кг | 8      |
| Золотий Гран-прі з боротьби 2011 (Баку)                        | Польща | жіноча боротьба, до 55 кг | 12     |

### Виступи на змаганнях молодших вікових груп
| Змагання                                      | Збірна | Вагова категорія          | Місце  |
| --------------------------------------------- | ------ | ------------------------- | ------ |
| Чемпіонат світу з боротьби серед юніорів 2001 | Польща | жіноча боротьба, до 58 кг | 7      |
| Чемпіонат світу з боротьби серед юніорів 2003 | Польща | жіноча боротьба, до 55 кг | Бронза |